# Деригузово
Деригу́зово — деревня на берегу озера Путкозеро, входит в состав Шуньгского сельского поселения Медвежьегорского района Республики Карелия.

## Общие сведения
Расположена на Заонежском полуострове, на западном берегу озера Путкозеро.

## История
В 1879 году на средства уроженца деревни, купца и благотворителя Ивана Крылова, была построена часовня Святителя князя Владимира.
8 июня 1935 года постановлением Карельского ЦИК часовня была закрыта.

## Население
| 2002 | 2010 | 2013 |
| ---- | ---- | ---- |
| 3    | ↘0   | →0   |

## Известные уроженцы
- Крылов Иван Иванович (1859—1915) — русский купец, благотворитель[6].